# Premier League (2001/2002)
Premier League 2001/2002 – 10. edycja najwyższej klasy rozgrywkowej w Anglii.

## Drużyny
| Uczestnicy poprzedniej edycji                                                                                 | Uczestnicy poprzedniej edycji | Uczestnicy poprzedniej edycji | Uczestnicy poprzedniej edycji |
| --- | ----------------------------- | ----------------------------- | ----------------------------- |
| MNU | Manchester United             | 1                             |                               |
| ARS | Arsenal                       | 2                             |                               |
| LFC | Liverpool                     | 3                             |                               |
| LEE | Leeds United                  | 4                             |                               |
| IPS | Ipswich Town                  | 5                             |                               |
| CHE | Chelsea                       | 6                             |                               |
| SUN | Sunderland                    | 7                             |                               |
| AST | Aston Villa                   | 8                             |                               |
| CHA | Charlton Athletic             | 9                             |                               |
| SOT | Southampton                   | 10                            |                               |
| NEW | Newcastle United              | 11                            |                               |
| TOT | Tottenham Hotspur             | 12                            |                               |
| LEI | Leicester City                | 13                            |                               |
| MID | Middlesbrough                 | 14                            |                               |
| WHU | West Ham United               | 15                            |                               |
| EVE | Everton                       | 16                            |                               |
| DER | Derby County                  | 17                            |                               |
| Awans z First Division                                                                                        |                               |                               |                               |
| FUL | Fulham                        | 1                             |                               |
| BLR | Blackburn Rovers              | 2                             |                               |
| po barażach                                                                                                   |                               |                               |                               |
| BOL | Bolton Wanderers              | 3                             |                               |
| Oznaczenia: - kolumna pierwsza – skróty nazw drużyn, - kolumna trzecia – miejsce zajęte w poprzednim sezonie. |                               |                               |                               |

## Tabela
| Lp. | Drużyna            | M  | Z  | R  | P  | Bramki | Bramki | Różn. | Pkt | Uwagi                                                       |
| --- | ------------------ | -- | -- | -- | -- | ------ | ------ | ----- | --- | ----------------------------------------------------------- |
| 1   | Arsenal (M)        | 38 | 26 | 9  | 3  | 79     | 36     | +43   | 87  | Liga Mistrzów UEFA • Faza grupowa                           |
| 2   | Liverpool          | 38 | 24 | 8  | 6  | 67     | 30     | +37   | 80  | Liga Mistrzów UEFA • Faza grupowa                           |
| 3   | Manchester United  | 38 | 24 | 5  | 9  | 87     | 45     | +42   | 77  | Liga Mistrzów UEFA • III runda kwalifikacyjna               |
| 4   | Newcastle United   | 38 | 21 | 8  | 9  | 74     | 52     | +22   | 71  | Liga Mistrzów UEFA • III runda kwalifikacyjna               |
| 5   | Leeds United       | 38 | 18 | 12 | 8  | 53     | 37     | +16   | 66  | Puchar UEFA • I runda                                       |
| 6   | Chelsea            | 38 | 17 | 13 | 8  | 66     | 38     | +28   | 64  | Puchar UEFA • I runda                                       |
| 7   | West Ham United    | 38 | 15 | 8  | 15 | 48     | 57     | −9    | 53  |                                                             |
| 8   | Aston Villa        | 38 | 12 | 14 | 12 | 46     | 47     | −1    | 50  | Puchar Intertoto • Trzecia runda                            |
| 9   | Tottenham Hotspur  | 38 | 14 | 8  | 16 | 49     | 53     | −4    | 50  |                                                             |
| 10  | Blackburn Rovers   | 38 | 12 | 10 | 16 | 55     | 51     | +4    | 46  | Puchar UEFA • I runda                                       |
| 11  | Southampton        | 38 | 12 | 9  | 17 | 46     | 54     | −8    | 45  |                                                             |
| 12  | Middlesbrough      | 38 | 12 | 9  | 17 | 35     | 47     | −12   | 45  |                                                             |
| 13  | Fulham             | 38 | 10 | 14 | 14 | 36     | 44     | −8    | 44  | Puchar Intertoto • Trzecia runda                            |
| 14  | Charlton Athletic  | 38 | 10 | 14 | 14 | 38     | 49     | −11   | 44  |                                                             |
| 15  | Everton            | 38 | 11 | 10 | 17 | 45     | 57     | −12   | 43  |                                                             |
| 16  | Bolton Wanderers   | 38 | 9  | 13 | 16 | 44     | 62     | −18   | 40  |                                                             |
| 17  | Sunderland         | 38 | 10 | 10 | 18 | 29     | 51     | −22   | 40  |                                                             |
| 18  | Ipswich Town (S)   | 38 | 9  | 9  | 20 | 41     | 64     | −23   | 36  | Spadek do First Division Puchar UEFA • Runda kwalifikacyjna |
| 19  | Derby County (S)   | 38 | 8  | 6  | 24 | 33     | 63     | −30   | 30  | Spadek do First Division                                    |
| 20  | Leicester City (S) | 38 | 5  | 13 | 20 | 30     | 64     | −34   | 28  | Spadek do First Division                                    |

## Najlepsi strzelcy
| Zawodnik                | Gole | Klub                   |
| ----------------------- | ---- | ---------------------- |
| Thierry Henry           | 24   | Arsenal F.C.           |
| Jimmy Floyd Hasselbaink | 23   | Chelsea F.C.           |
| Alan Shearer            | 23   | Newcastle United F.C.  |
| Ruud van Nistelrooy     | 23   | Manchester United F.C. |
| Michael Owen            | 19   | Liverpool F.C.         |